# Вольное (Адыгея)
Вольное (адыг. Шъхьафит) — село в Кошехабльском муниципальном районе Республики Адыгея России. Административный центр Вольненского сельского поселения.

## География
Село расположено на левом берегу Лабы, напротив Лабинска, в 36 км к югу от районного центра аула Кошехабль.

## Население
| 2002  | 2010  | 2013  | 2014  | 2015  | 2016  | 2017  |
| ----- | ----- | ----- | ----- | ----- | ----- | ----- |
| 3668  | ↗3679 | ↗3680 | ↗3701 | ↘3683 | ↘3655 | ↘3640 |
| 2018  | 2019  | 2020  | 2021  | 2023  | 2024  |       |
| ↘3595 | ↗3600 | ↗3639 | ↗3689 | ↗3725 | ↗3757 |       |

Население — 3668 (2002 год): русские (81,8%), армяне (6,5%),цыгане, адыгейцы (3,3%).

По данным Всероссийской переписи 2021 года:
| Народ               | Численность, чел. | Доля от всего населения, % |
| ------------------- | ----------------- | -------------------------- |
| русские             | 2 785             | 75,49 %                    |
| цыгане              | 496               | 13,45 %                    |
| армяне              | 188               | 5,10 %                     |
| адыги               | 79                | 2,14 %                     |
| другие / не указано | 141               | 3,82 %                     |
| всего               | 3 689             | 100,0 %                    |

## Улицы
| - Береговой переулок - Бригадный переулок - Виноградная - Восточный переулок - Гагарина - Губанова - Западный переулок - Кооперативный переулок | - Кузнечный переулок - Ленина - Лесной переулок - Международная - Мельничный переулок - Мира - Мичурина - Молодёжная | - Набережная - Пионерский переулок - Полевой переулок - Почтовый переулок - Проточный переулок - Речной переулок - Садовая - Северный переулок | - Советская - Солнечный переулок - Степная - Степной переулок - Цветочный переулок - Школьный переулок - Юбилейный переулок - Чапаева |